# Arquidiocese de Split-Makarska
A Arquidiocese de Split-Makarska (Archidiœcesis Spalatensis-Macarscensis) é uma circunscrição eclesiástica da Igreja Católica situada em Split, Croácia. Seu atual arcebispo é Zdenko Križić, O.C.D.. Sua Sé é a Catedral de São Dômnio.
Possui 187 paróquias servidas por 351 padres, abrangendo uma população de 419 646 habitantes, com 93,0% da dessa população jurisdicionada batizada (390 270 católicos).

## História
A diocese de Salona foi fundada no século III. O primeiro bispo conhecido é o mártir São Venâncio, que morreu sob o reinado de Valeriano em 257. No século V foi elevada à categoria de arquidiocese metropolitana; inicialmente a metrópole se estendia por toda a Dalmácia, da Ístria ao Epiro e para o interior até o Danúbio.
Nos sínodos de Salona de 530 e 533, resulta que 9 dioceses sufragâneas dependiam da metrópole de Salona, às quais foram acrescentadas três novas dioceses estabelecidas nestes dois sínodos. As dioceses eram: Arbe, Zara, Scardona, Narona, Epidauro, Martar ou Ad Matrices, Bistue, Sisak, Baloe ou Baroe, mais as três novas de Ludrum, Sarsenterum e Macarsca.
No século VII a cidade de Salona caiu em ruínas (636). Após quatorze anos de sé vaga, a sé arquiepiscopal foi transferida para Split. O protagonista do renascimento da arquidiocese foi o bispo João de Ravenna.
No Concílio de Split de 925 foi definida a província eclesiástica de Split, que incluía as dioceses de Veglia, Ossero, Arbe, Zara, Ragusa, Cattaro, Nona e Stagno. No século X também foi acrescentada a diocese de Trogir. Nas atas do sínodo de 925, o arcebispo de Split ostenta o título de Dalmatiae ac totius Croatiae primas. O Papa Leão VI confirmou os atos do Sínodo.
Este sínodo também foi importante para a história política croata porque reconheceu a suserania de Tomislau I da Croácia como rei e não mais apenas como duque. O mesmo rei participou do concílio, no qual foi decidida a adoção definitiva do rito latino para toda a Croácia e a renúncia ao uso do glagolítico, bem como a permanência da Croácia na dependência eclesiástica direta de Roma.
Nos séculos XI e XII a metrópole de Split foi reduzida devido à elevação a sedes metropolitanas primeiro de Ragusa em 999, depois de Antivari em 1034 e finalmente de Zadar em 1145, enquanto alguns bispados da Eslavônia e da Bósnia tornaram-se sufragâneas das arquidioceses húngaras. Em 1155, Zara reconheceu a jurisdição primacial do patriarcado de Grado: quando a sede patriarcal foi transferida para Veneza, os patriarcas continuariam a ostentar o título de primaz da Dalmácia, embora nunca tivessem exercido qualquer jurisdição real. Em 1636, a Rota Sagrada resolveu a questão da primazia, atribuindo os direitos da metrópole de Zadar a Veneza e os da metrópole de Ragusa a Split. No entanto, em 1690, o Papa Alexandre VIII concedeu ao Senado veneziano o direito de nomear bispos e arcebispos da Dalmácia.
Com a bula Locum beati Petri do Papa Leão XII de 30 de junho de 1828, implementada em 1830, a diocese de Makarska foi unida à arquidiocese: um bispo auxiliar residia em Makarska com o cargo de vigário-geral e a igreja matriz de Makarska tornou-se uma co-catedral. No entanto, Split perdeu os direitos metropolitanos e o título arquiepiscopal, assumindo o nome da diocese de Split e Makarska', sufragânea da Arquidiocese de Zadar. As dioceses de Curzola, Stagno, Cittanova, Traù, Nona, Scardona, Arbe e Ossero também foram suprimidas com a mesma bula.
Em 27 de julho de 1969, em virtude da bula Qui vicariam do Papa Paulo VI, a diocese de Makarska foi unida à de Split por uma união extinta; ao mesmo tempo, Split mudou seu nome para  Split-Makarska e foi novamente elevada à categoria de arquidiocese metropolitana com as atuais dioceses sufragâneas.

## Prelados

### Sé deSalona
- São Venâncio † (250 - 257)
- São Dômnio † (284 - 304)
- Primo † (305 - 325)
- Máximo I † (326 - 346)
- Leôncio † (365 - 381)
- Gaiano † (381 - 391)
- Sinfério † (391 - 405)
- Esiquio † (405 - 426)
- Pascásio † (426 - 443)
- Cesário † (443 - 460)
- Justino † (460 - 473)
- Glicério † (474 - 480)
- Honório I † (481 - 505)
- Januário I † (505 - 510)
- Estêvão † (510 - 527)
- Honório II † (528 - 547)
- Frontiniano I † (547 - 554)
- Pedro † (554 - 562)
- Probino † (562 - 566)
- Natal † (580 - 593)
- Máximo II † (598 - 610)
- Teodoro † (610 - 614)
- Frontiniano II † (620 - 638)

### Sé de Split
- João I de Ravena † (650 - circa 680)
- Pedro II † (?)
- Mariano † (?)
- Martinho I † (?)
- Leão † (?)
- Pedro III † (840 - 860)
- Justino † (860 - 876)
- Marino † (881 - 886)
- Teodósio † (887 - 893)
- Pedro IV † (893 - 912)
- João II † (914 - 928)
- Januário II † (? - circa 940)
- Frontiniano III † (circa 940 - circa 970)
- Martinho II † (970 - 1000)
- Pavão † (1015 - 1030)
- Martinho III † (1030)
- Dobralj † (1030 - 1050)
- Ivan III † (1050 - 1059)
- Lourenço † (1059 - 1099)
- Crescêncio † (1110 - 1112)
- Manasse † (1112 - 1114 ou 1115)
  - Sede vacante (1115-1135)
- Grgur † (1135)
- Gandino † (1136 - 1158)
- Absalom † (1159 - 1161)
- Pedro V † (1161 - 1166)
- Alberto † (1166)
- Geraldo † (1167 - 1170)
- São Raniero ou Rainério Massini † (1175 - 1180)
  - Sede vacante (1180-1185)
- Petar VI † (1185 - 1187)
- Petar VII, O.S.B. † (1188 - 1196)
- Bernard, O.S.B. † (1198 - 1217)
- Slavič † (1217 - 1219)
- Guncel, O.Cruc. † (1220 - 1242)
- Ugrin	† (1245 - 1248)
- Rogério de Puglia † (1249 - 1266)
- Ivan de Buzad, O.P. † (1266 - 1294)
  - Jakob † (1294 - 1297) (bispo eleito)
- Petar VIII, O.F.M. † (1297 - 1324)
- Belijan † (1324 - 1328)
- Domenico Luccari † (1328 - 1348)
- Joannes, O.E.S.A. † (1348 - ?)
- Ugolino Branca, O.S.B. † (1349 - 1388)
- Andrea Gualdo † (1389 - 1402)
- Pellegrino d'Aragona, O.F.M. † (1403 - 1409)
- Doimo Giudici † (1410 - 1411)
- Pietro da Pago, O.F.M. † (1411 - 1426)
- Francesco Malipiero, O.S.B. † (1427 - 1428)
- Bartolomeo Zabarella † (1428 - 1439)
- Jacopino Badoer † (1439 - 1451)
- Lorenzo Zani † (1452 - 1473)
- Pietro Riario, O.F.M. Conv. † (1473 - 1474)
- Giovanni Dacre † (1474 - 1478)
  - Pietro Foscari † (1478 - 1479) (administrador apostólico)
- Bartolomeo Averoldi † (1479 - 1503)
- Bernardo Zane † (1503 - 1524)
  - Sede vacante (1524-1527)
- Andrea Corner † (1527 - 1536)
- Marco Corner † (1537 - 1566)
- Alvise Michiel † (1566 - circa 1582)
- Giovanni Domenico Marcot, O.P. † (circa 1582 - 1602)
- Marco Antonio de Dominis † (1602 - 1616)
- Sforza Ponzoni † (1616 - 1640)
- Leonardo Bondulmer † (1641 - 1667 ou 1668)
- Bonifacio Albani, C.R.S. † (1668 - 1678)
- Stefano Cosmi, C.R.S. † (1678 - 1707)
- Stefano Cupilli, C.R.S. † (1708 - 1719)
- Giovanni Laghi, C.R.S. † (1720 - 1730)
- Antun Kadčić † (1730 - 1745)
- Pacifico Bizza † (1746 - 1756)
- Niccolò Dinarico (Dinarić) † (1757 - 1764)
- Giovanni Luca de Garagnin † (1765 - 1780)
  - Sede vacante (1780-1784)
- Lelio de Cippico † (1784 - 1807)
  - Sede vacante (1807-1830)

### Sé de Split e Makarska (depois Split-Makarska)
- Pavao Klement Miošić † (1830 - 1837)
- Benigno Albertini † (1838 - 1838)
- Giuseppe Godeassi † (1840 - 1843)
- Luigi Pini † (1844 - 1865)
- Marco Calogerà † (1866 - 1888)
- Filip Frane Nakić † (1889 - 1910)
- Antun Gjivoje † (1911 - 1917)
- Juraj Carić † (1918 - 1921)
  - Sede vacante (1921-1923)
- Kvirin Klement Bonefačić † (1923 - 1954)
  - Sede vacante (1954-1960)
- Frane Franić † (1960 - 1988)
- Ante Jurić † (1988 - 2000)
- Marin Barišić (2000 - 2022)
- Dražen Kutleša (2022 - 2023)
  - Želimir Puljić (2023) (administrador apostólico)
- Zdenko Križić, O.C.D. (desde 2023)